# Campylopus decaryi
Campylopus decaryi är en bladmossart som beskrevs av Thériot 1923. Campylopus decaryi ingår i släktet nervmossor, och familjen Dicranaceae. Inga underarter finns listade i Catalogue of Life.